# The Last Ship
The Last Ship es una serie de televisión posapocalíptica estadounidense estrenada el 22 de junio de 2014 por medio de la cadena estadounidense TNT y dirigida por Michael Bay.
La serie está basada en el libro homónimo de William Brinkley publicado en 1988.
Ha contado con la participación invitada de los actores Titus Welliver, Alfre Woodard, Tracy Middendorf, Alastair James, Ray Mabus, Craig Robert Young, Tania Raymonde, David Paul Olsen, entre otros...
El 31 de julio de 2016 se anunció que la serie había sido renovada para una cuarta temporada la cual contaría con 10 episodios y se estrenó el 20 de agosto de 2017. Poco después el 8 de septiembre de 2017 se anunció que la serie también había sido renovada para una quinta y última temporada, que fue estrenada el 9 de septiembre de 2018.

## Historia
La primera temporada de The Last Ship comienza cuando un virus diezma a la población del planeta, al arrasar más del 80% de la población mundial. Sin embargo, gracias a su posición en el momento en que sucede la pandemia, el buque de guerra estadounidense USS Nathan James liderado por el capitán Thomas "Tom" Chandler consigue evitar contagiarse de la enfermedad.
Conforme pasan los días, el buque y su tripulación, que consta de más de 218 hombres y mujeres, se verán obligados a afrontar la nueva realidad, mientras que descubren que la doctora Rachel Scott a bordo del James les había ocultado que son algunos de los últimos supervivientes del mundo, mientras que tendrán que ayudarla para encontrar la cura para detener el virus y así salvar al resto de la humanidad.
En la segunda temporada, han logrado desarrollar la cura y ahora se enfrentan al reto de regresar a casa. Sin embargo se encuentran con varios problemas. Se dan cuenta de las consecuencias y los estragos que ha traído el virus a la sociedad en general, convirtiéndola en egoísta y cruel. Tienen la decisión de volver con sus familias; sin embargo, deciden tomar la misión de repartir la cura a todos. Durante el final, el equipo logra detener los hermanos Ramsey, quienes habían influido en la población haciéndoles creer que los inmunes a la enfermedad son los herederos legítimos de la sociedad. Danny y Kara se comprometen y, finalmente, la doctora Rachel Scott muere tras recibir varios disparos por parte de Curtis, creyente fanático de los inmunes.
En la tercera temporada, Danny y Kara están casados y tienen un hijo, Frankie. Los tripulantes del Nathan James se dedican a llevar la cura a todo el mundo. Lamentablemente deben enfrentarse a los corruptos miembros del gobierno chino y a piratas por el océano Pacífico. Por otro lado Kara, que fue promovida a Jefa de Operaciones Navales, descubre que dentro del equipo del presidente de los Estados Unidos hay gente corrupta que le está pasando información a los enemigos. Los piratas japoneses secuestran a varios miembros de la tripulación pues los acusan de exterminar a la población japonesa con una falsa cura, mientras que los chinos intentan asesinar al capitán Chandler al estallar el avión donde viajaba. Se descubre una gran conspiración de los chinos para eliminar a sus países vecinos, y nuestros héroes con ayuda de los piratas japoneses logran evitar la exterminación de Corea y ponerle fin al terrible plan del presidente chino. Durante el final de la temporada el equipo logra detener a varios senadores corruptos y la corrupta jefa de gabinete Allison Shaw quienes habían dividido al país como un botín; y puesto al capitán Chandler y a su tripulación como traidores.

## Temporadas[9]
| Temporada | Temporada | Episodios | Emisión original        | Emisión original         | Emisión Latinoamérica | Emisión Latinoamérica   | Emisión España           | Emisión España          |
| Temporada | Temporada | Episodios | Inicio                  | Final                    | Inicio                | Final                   | Inicio                   | Final                   |
| --------- | --------- | --------- | ----------------------- | ------------------------ | --------------------- | ----------------------- | ------------------------ | ----------------------- |
|           | 1         | 10        | 22 de junio de 2014     | 24 de agosto de 2014     | 4 de agosto de 2014   | 6 de octubre de 2014    | 16 de septiembre de 2014 | 18 de noviembre de 2014 |
|           | 2         | 13        | 21 de junio de 2015     | 6 de septiembre de 2015  | 22 de junio del 2015  | 7 de septiembre de 2015 | -                        | 1 de diciembre de 2015  |
|           | 3         | 13        | 30 de mayo de 2016      | 11 de septiembre de 2016 | -                     | -                       | -                        | -                       |
|           | 4         | 10        | 20 de agosto de 2017    | 8 de octubre de 2017     | -                     | -                       | -                        | -                       |
|           | 5         | 10        | 9 de septiembre de 2018 | 11 de noviembre de 2018  | -                     | -                       | 11 de septiembre de 2018 | -                       |

## Reparto

### Personajes principales

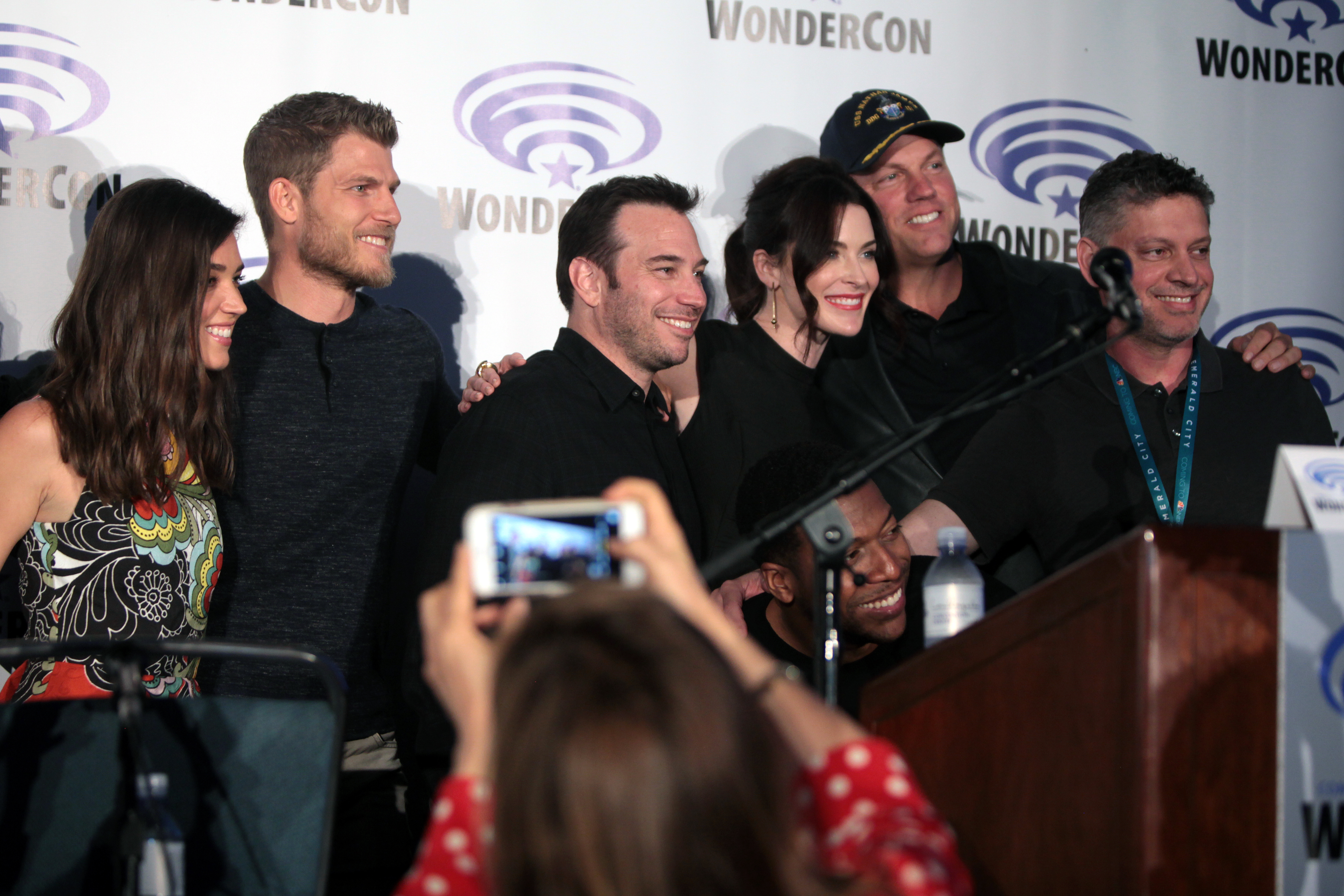
Reparto y equipo de la serie, Temporada 3 (2016)

| Actor              | Personaje               | Ocupación | Episodios | Duración    |
| ------------------ | ----------------------- | --- | --------- | ----------- |
| Eric Dane          | CO. Tom Chandler        | Comandante del USS Nathan James / CDR. / CNO. Exjefe de operaciones navales del presidente / capitán                                         | 52        | 2014 - 2018 |
| Adam Baldwin       | CO. Mike Slattery       | excapitán del USS Nathan James / CNO. ex-2.º al mando del USS Nathan James / CDR. / XO.                                                      | 52        | 2014 - 2018 |
| Travis Van Winkle  | Lt. Danny Green         | Teniente / líder del equipo de la fuerza de guerra naval especial, especializado en mar y montaña, a bordo del USS Nathan James              | 52        | 2014 - 2018 |
| Marissa Neitling   | LCDR. Kara Foster-Green | Oficial de Acción Táctica del USS Nathan, "TAO" exjefa de operaciones navales / teniente comandante                                          | 52        | 2014 - 2018 |
| Charles Parnell    | CMC. Russ Jeter         | Contramaestre del USS Nathan James / CMDCM                                                                                                   | 52        | 2014 - 2018 |
| Jocko Sims         | Lt. Carlton Burk        | Jefe del equipo VBSS del USS Nathan James | 52        | 2014 - 2018 |
| Christina Elmore   | Lt. Alisha Granderson   | Oficial de cubierta | 50        | 2014 - 2018 |
| Kevin M. Martin    | Eric Miller             | Artillero de segunda clase del USS Nathan James Exmiembro del equipo VBSS del USS Nathan James                                               | 46        | 2014 - 2018 |
| Fay Masterson      | XO. Andrea Garnett      | Comandante del "USS Jeffrey Michener" excomandante y 2.º al mando del USS Nathan James Ex-ingeniera jefe / 3.º al mando del USS Nathan James | 30        | 2014 - 2018 |
| Bren Foster        | Wolf Taylor             | Miembro de las fuerzas especiales la Armada Real Australiana a bordo del USS Nathan James                                                    | 37        | 2015 - 2018 |
| Bridget Regan      | Sasha Cooper            | Agente de enlace de asuntos nipo-americanos con China Exoficial del servicio de inteligencia de la Marina                                    | 39        | 2016 - 2018 |
| LaMonica Garrett   | Lt. Cameron Burk        | Teniente Comandante ex-Oficial de acción táctica del USS Nathan "TAO" 3.º al mando del USS Nathan James                                      | 14        | 2016 - 2018 |
| Emerson Brooks     | Capt. Joseph Meylan     | Capitán / excomandante en jefe del USS Hayward                                                                                               | 28        | 2016 - 2018 |
| Jodie Turner-Smith | Sgt. Azima Kandie       | Sargento A bordo del USS Nathan James | 24        | 2017 - 2018 |

### Personajes recurrentes
| Actor                  | Personaje                 | Ocupación                                                                                            | Episodios | Duración    |
| ---------------------- | ------------------------- | --- | --------- | ----------- |
| Michael Curran-Dorsano | Lt. John "Gator" Mejía    | Navegante del USS Nathan James                                                                       | 30        | 2014 - 2018 |
| Fay Masterson          | XO. Andrea Garnett        | Comandante y 2.º al mando del USS Nathan James Ex-ingeniera jefe / 3.º al mando del USS Nathan James | 34        | 2014 - 2018 |
| Maximiliano Hernández  | HM. "Doc" Ríos            | Alférez-médico / jefe de servicios médicos del USS Nathan James                                      | 28        | 2014 - 2018 |
| Ben Cho                | CPO. Carl Nishioka        | Suboficial / miembro del Centro de información de Combate del USS Nathan James                       | 33        | 2014 - 2018 |
| Adam Irigoyen          | Ray Díaz                  | Suboficial de 3.ª. Clase ex-Aprendiz de Marino a bordo del Nathan James                              | 25        | 2015 - 2018 |
| Amen Igbinosun         | Bernie "Bacon" Cowley     | Suboficial de 2.ª. Clase ex-Especialista de 2.ª clase / cocinero del USS Nathan James                | 18        | 2014 - 2018 |
| Cameron Fuller         | Wright                    | ASW / encargado del sónar a bordo del Nathan James                                                   | 20        | 2015 - 2018 |
| Grace Kaufman          | Ashley Chandler           | Hija de Tom                                                                                          | 15        | 2014 - 2018 |
| Aidan Sussman          | Sam Chandler              | Hijo de Tom                                                                                          | 13        | 2014 - 2018 |
| Elyse Mirto            | Debbie Foster             | Madre de Kara                                                                                        | 4         | 2015 - 2018 |
| Jade Chynoweth         | Kathleen Nolan            | Artillera / Miembro de la tripulación Aérea de 3.ª. Clase Hija de Tex                                | 13        | 2015 - 2018 |
| Jeremy Maguire         | Frankie Green             | Hijo de Danny y Kara                                                                                 | 4         | 2016 - 2018 |
| Wiley M. Pickett       | Rodney "Sunshine" Poynter | Piloto / Miembro de la Tripulación Aérea del "Nathan James"                                          | 7         | 2017 - 2018 |

### Próximos personajes
| Actor          | Personaje        | Notas |
| -------------- | ---------------- | ----- |
| Bernard Bullen | -                | 2018  |
| Thomas Calabro | Gen. Don Kinkaid | 2018  |
| Troy Doherty   | Cadete Clayton   | 2018  |
| Leo Oliva      | Pena             | 2018  |

### Antiguos personajes principales
| Actor               | Personaje         | Ocupación                        | N.º de episodios | Estado | Duración    |
| ------------------- | ----------------- | -------------------------------- | ---------------- | ------ | ----------- |
| John Pyper-Ferguson | Ken "Tex" Nolan   | Contratista de Seguridad Privada | 25               | Muerto | 2014 - 2016 |
| Rhona Mitra         | Dra. Rachel Scott | Doctora                          | 23               | Muerta | 2014 - 2015 |
| Sam Spruell         | Dr. Quincy Tophet | Doctor / Paleomicrobiólogo       | 11               | Muerto | 2014 - 2015 |

### Antiguos personajes recurrentes
| Actor                 | Personaje                        | Ocupación | Episodios | Estado | Duración    |
| --------------------- | -------------------------------- | --- | --------- | ------ | ----------- |
| Ness Bautista         | Javier Cruz                      | Suboficial de primera clase 2.º al mando de los equipos VBSS del USS Nathan James                                      | 23        | Muerto | 2014 - 2016 |
| Paul James            | O'Connor                         | Suboficial en Jefe Ex-suboficial de 3.ª Clase del USS Nathan James                                                     | 22        | Muerto | 2014 - 2017 |
| Chris Sheffield       | LTJG. William "Will" Mason       | Alférez / oficial de Sónar del USS Nathan James                                                                        | 20        | Muerto | 2014 - 2016 |
| Mark Moses            | Jeffrey "Jeff" Michener          | Presidente de los Estados Unidos                                                                                       | 16        | Muerto | 2015 - 2016 |
| Andy T. Tran          | Lt. Andrew "Andy" Chung          | Asistente principal de propulsión del USS Nathan James                                                                 | 16        | Muerto | 2014 - 2015 |
| Hope Olaide Wilson    | Bertrise                         | - | 16        | Viva   | 2014 - 2015 |
| Elisabeth Röhm        | Allison Shaw                     | Jefa de gabinete del presidente de los EE. UU. (corrupto)                                                              | 13        | Muerta | 2016 - 2016 |
| Chris Marrs           | Lynn                             | Suboficial mayor / ingeniero del USS Nathan James                                                                      | 11        | Muerto | 2014 - 2015 |
| Jamison Haase         | Lt. Barker                       | Oficial de acción táctica (TAO) del USS Natham James                                                                   | 10        | Muerto | 2014 - 2015 |
| Ebon Moss-Bachrach    | Niels Sørensen                   | Científico / paciente cero                                                                                             | 10        | Muerto | 2014 - 2015 |
| Nestor Serrano        | Alex Rivera                      | Secretario de asuntos exteriores de los Estados Unidos                                                                 | 9         | Muerto | 2016        |
| Devon Gummersall      | Jacob Barnes                     | Periodista | 9         | Muerto | 2016        |
| Hiroyuki Sanada       | Kaito "Takehaya"                 | Pirata / exoficial de la Fuerza de Autodefensa Marítima de Japón                                                       | 9         | Muerto | 2016        |
| Bruce Nozick          | Dr. Milowsky                     | Virólogo e ingeniero Genético                                                                                          | 9         | Vivo   | 2015        |
| Peter Weller          | Dr. Paul Antonio Vellek          | Científico | 8         | Muerto | 2017        |
| Jackson Rathbone      | Giorgio Adonis Vellek            | Criminal | 8         | Muerto | 2017        |
| Sibylla Deen          | Lucia Katarina Vellek            | - | 8         | Muerta | 2017        |
| Dichen Lachman        | Jesse "Nomad"                    | Piloto en el USS Nathan James / expiloto para Médicos sin Fronteras                                                    | 8         | Viva   | 2016        |
| Brían F. O'Byrne      | Sean Ramsey                      | Criminal/Ex marinero de la Royal Navy                                                                                  | 8         | Muerto | 2015        |
| Jonathan Howard       | James Fletcher                   | Oficial de Inteligencia del MI6                                                                                        | 8         | Muerto | 2017        |
| Tommy Savas           | Cossetti                         | Oficial de 3.ª clase / miembro del equipo VBSS del USS Natham James                                                    | 7         | Muerto | 2014        |
| Eddie Driscoll        | Randall Croft                    | Senador de Nueva York (corrupto)                                                                                       | 7         | Vivo   | 2016        |
| Lucy Butler           | Roberta Price                    | Senadora de Texas (corrupto)                                                                                           | 7         | Muerta | 2016        |
| Bill Smitrovich       | Jed Chandler                     | Padre de Tom | 7         | Muerto | 2014 - 2016 |
| Cantrell Harris       | Powell                           | Agente | 7         | Muerto | 2016        |
| John Cothran          | Howard Oliver                    | Presidente de los Estados Unidos de América / exvicepresidente                                                         | 6         | -      | 2016        |
| Inbar Lavi            | Lt. Ravit Bivas                  | Miembro de las Fuerzas de Defensa de Israel a bordo del USS Nathan James                                               | 6         | Muerta | 2015        |
| Fernando Chien        | Peng Wu                          | Presidente de Nueva China / exministro de Seguridad del Estado (corrupto)                                              | 6         | Muerto | 2016        |
| Stephen Oyoung        | Lau Hu                           | Ministro de Seguridad de Nueva China (corrupto)                                                                        | 6         | Muerto | 2016        |
| Eidan Hanzei          | Toshiro                          | Pirata de Shanzhai / excocinero                                                                                        | 6         | Muerto | 2016        |
| Al Coronel            | Manuel Castillo                  | Senador de California (corrupto)                                                                                       | 6         | Vivo   | 2016        |
| Dougald Park          | Albert "Al" Wilson               | Senador (corrupto) | 6         | Vivo   | 2016        |
| Nick Court            | Ned Ramsey                       | Criminal | 6         | Muerto | 2015        |
| Christos Vasilopoulos | Stavros Diomedes                 | Comandante del "HS Proteus" / Criminal                                                                                 | 6         | Muerto | 2017        |
| Alice Coulthard       | Kelly Tophet                     | Viuda de Quincy | 5         | Viva   | 2014 - 2015 |
| Jade Pettyjohn        | Ava Tophet                       | Hija de Quincy | 5         | Viva   | 2014 - 2015 |
| Paolo Andino          | Raife                            | - | 5         | -      | 2015, 2016  |
| Ravil Isyanov         | Konstantin Nikolajewitsch Ruskov | Almirante / oficial al mando de la nave rusa                                                                           | 4         | Muerto | 2014        |
| H. Richard Greene     | William Beatty                   | Senador de Washington                                                                                                  | 4         | Muerto | 2016        |
| Titus Welliver        | Thorwald                         | - | 4         | Muerto | 2014 - 2015 |
| Tania Raymonde        | Valerie "Val" Raymonde           | Hacker "Valkyrie" | 4         | Muerta | 2015 - 2016 |
| Tracy Middendorf      | Darien Chandler                  | Esposa de Tom | 4         | Muerta | 2014        |
| Anthony Azizi         | Omar Bin Dalik                   | Terrorista | 4         | Muerto | 2017        |
| Alfre Woodard         | Amy Granderson                   | Vicepresidenta del Consejo de Política de Defensa del Presidente                                                       | 3         | Muerta | 2014 - 2015 |
| Costas Mandylor       | Demetrius                        | Almirante del "HS Proteus" / Criminal                                                                                  | 3         | Muerto | 2017        |
| Felisha Cooper        | Maya Gibson                      | Suboficial de 3.ª clase del USS Nathan James                                                                           | 3         | Muerta | 2014        |
| Chelsea Kurtz         | XO. Cobb                         | Comandante / ex-2.º al mando del USS Hayward                                                                           | 3         | -      | 2015, 2016  |
| George Georgiou       | Harry Sinclair                   | Capitán / Oficial de Inteligencia del MI6                                                                              | 3         | Muerto | 2017        |
| Andrew Arrabito       | Berchem                          | Miembro del equipo de la fuerza de guerra naval especial, especializado en mar y montaña, a bordo del USS Nathan James | 2         | Muerto | 2014        |
| David Paul Olsen      | Smith                            | Miembro del equipo SEAL a bordo del USS Nathan James                                                                   | 2         | Muerto | 2014        |
| Branton Box           | Capt. Hicks                      | Capitán del Shackleton                                                                                                 | 1         | Muerto | 2016        |
| Kevin Phillips        | Lt. Franklin "Franky" Benz       | Miembro del equipo SEAL a bordo del USS Nathan James                                                                   | 1         | Muerto | 2014        |
| Adam Hart             | Kudelski                         | E0D2 y miembro del USS Nathan James                                                                                    | 1         | Muerto | 2016        |

## Buques
- USS Nathan James (DDG-151): fue un destructor de clase Arleigh Burke de la Marina de los Estados Unidos, se encuentra bajo el mando del capitán Thomas Chandler. Recientemente el capitán Mike Slattery tomó el mando del destructor luego de que Thomas fuera promovido a Jefe de Operaciones Navales del Presidente.
- USS Hayward (DDG-157): fue un destructor de clase Arleigh Burk de la Marina de los Estados Unidos, bajo el mando del capitán Joseph "Joe" Meylan y XO. Cobb es la segunda al mando. El Hayward es una de los tres buques activos de la Marina junto con el "USS Nathan James" y el "Shackelton". Durante un enfrentamiento con los Chinos, el Hayward es severamente dañado, varios de sus tripulantes mueren, mientras que Meylan y otros marinos heridos son rescatados por el Nathan James, más tarde destruyen el barco. Otros miembros del Hayward son King y Plumber.
- USS Shackleton (DDG-162): fue un destructor de clase Arleigh Burke de la Marina de los Estados Unidos, bajo el mando del capitán Hicks. Durante un enfrentamiento con los Chinos, el Shackleton es destruido luego de ser impactado por misiles chinos, todos sus tripulantes murieron. O'Connor fue miembro del USS Shackleton antes de ser enviado al USS Hayward.
- USNS Solace (T-AH-21): fue un barco hospital de clase Mercy de la Marina de los Estados Unidos, para escapar del virus de la gripe roja, el Solace navegó en alta mar con una tripulación mínima y 15 científicos, así como equipos para la creación de un bio-laboratorio para producir la cura. Poco después un grupo liderado por el criminal Ned Ramsey llega en el barco y mata a la mayoría de la tripulación.
- USS Jeffrey Michener (LHD-20): es un buque de asalto anfibio de clase Wasp que sirvió como buque insignia de la Flota de los Estados Unidos recientemente restablecida y se puso bajo el mando del Almirante Mike Slattery y el Capitán  Andrea Garnet.  El barco lleva el nombre del difunto presidente Jeffrey Michener. En el primer episodio de la quinta temporada es atacado por aviones de la fuerza aérea de la Gran Colombia,es reparado y en el noveno episodio aparece junto al Nathan James para llevar a cabo el plan de invasión a Sudamérica contra las fuerzas de Gustavo Barros.
- HMS Achilles: fue un submarino nuclear de la Marina Real Británica, el cual fue tomado por el criminal Sean Ramsey y su hermano Ned para destruir al "USS Nathan James" y la cura que llevaban para el virus. Ambos hermanos entrenaron al resto de la tripulación que no había sido afectada por el virus como mercenarios. Los Ramsey y su tripulación usan los misiles Tomahawk del submarino para destruir todos los laboratorios que estaban produciendo la cura y posteriormente intentan destruir y hundir al destructor sin embargo no lo logran y el submarino termina siendo destruido por el Nathan James.
- RFS Vyerni: fue un crucero de clase Kirov que perteneció a la Armada de Rusia y fue miembro de la Flota del Norte. El Vyerni estaba bajo el mando del renombrado almirante Ruskov. Después de la pandemia el almirante y su tripulación navegaban sin rumbo y cuando descubrieron que el Nathan James tenía la cura intentaron destruirlo y secuestrar a la doctora Rachel para que produjera la cura para ellos y así convertirse en los nuevos "dueños" del mundo, sin embargo su plan no resulta y el crucero y su tripulación terminan hundiéndose cuando marinos del Nathan James logran colocar explosivos en él mientras rescataban al capitán Chandler.
- CNS Henan: fue un destructor de clase III Luyang de la Fuerza de Liberación de Guerra del Ejército del Pueblo Chino, bajo el mando del corrupto presidente de China, Peng Wu. En el undécimo episodio de la tercera temporada los miembros del Nathan James logran tomar el barco y arrestan a los integrantes.
- HS Triton (F-471): fue una fragata clase Hydra de la Armada Helénica.  Paul Vellek accedió a dar a Grecia el primer lote de cultivos resistentes a la roya roja a cambio del mando del HS Triton y la flota griega.
- HS Demeter (F-473): fue una fragata de la clase Hydra de la Armada helénica.  Durante una batalla con Nathan James, fue hundido por un equipo Vulture en un bote pequeño que estrelló un bote lleno de explosivos en el costado del barco, lo que provocó que se consumiera por una explosión masiva y se hundiera.
- HS Proteus (F-467): fue una fragata de la clase Hydra de la Armada helénica.  Durante una batalla con el Nathan James, el barco estadounidense logra golpear al Proteus con un misil, hiriendo de muerte a Giorgio Vellek y hundiendo el barco.
- HS Nereus (F-469): fue una fragata de la clase Hydra de la Marina Helénica.  Durante una batalla con el Nathan James, se escondió entre dos barcos pesqueros de tamaño similar.  Sin embargo, Nathan James disparó torpedos más profundos que los cascos de los barcos de pesca.  Los torpedos no alcanzaron a los barcos de pesca, pero golpearon al Nereus en medio del barco y lo hundieron.

## Premios y nominaciones
| Año  | Categoría                                                             | Premio                            | Nominado (os)                                | Resultado |
| ---- | --------------------------------------------------------------------- | --------------------------------- | -------------------------------------------- | --------- |
| 2016 | Best Action/Thriller Television Series                                | Saturn Award                      | The Last Ship                                | Nominado  |
| 2016 | Best Sound Editing - Short Form Sound Effects and Foley in Television | Golden Reel Award                 | G. Michael Graham, Bill Bell, Tim Chilton... | Nominados |
| 2016 | Best Camera Operador in a Television                                  | Camera Operator of the Year Award | Bud Kremp                                    | Nominado  |

## Producción
La serie fue estrenada el 22 de junio de 2014 en la cadena estadounidense TNT, el 4 de agosto de 2014 en Latinoamérica y el 16 de septiembre de 2014 en España.
El 18 de julio de 2014 fue confirmada una segunda temporada de 13 episodios, la cual se estrenó el 21 de junio de 2015.
El 11 de agosto de 2015 se anunció que la serie había sido renovada para una tercera temporada, la cual contaría con 13 episodios, y sería estrenada el 12 de junio de 2016. Debido a la masacre ocurrida el 12 de junio de 2016 durante el Tiroteo en la discoteca "Pulse" de Orlando, por respeto a las víctimas del estreno de la tercera temporada fue atrasado, la temporada se estrenó el 19 de junio el 2016.

### Emisión en otros países
| País           | Título            | Cadenas/Línea        | Fecha de Inicio                                                                                          | Fecha de Finalización |
| -------------- | ----------------- | -------------------- | --- | --------------------- |
| Alemania       | -                 | -                    | 15 de julio de 2015                                                                                      | -                     |
| Bélgica        | -                 | -                    | 5 de marzo de 2015                                                                                       | -                     |
| Bulgaria       | Последният кораб  | -                    | - | -                     |
| España         | The Last Ship     | TNT España           | 2014 (1.ª temporada) 2015 (2.ª temporada) 2016 (3.ª temporada) 2017 (4.ª temporada) 2018 (5.ª temporada) | -                     |
| Canadá         | -                 | -                    | 22 de junio de 2014                                                                                      | -                     |
| Estados Unidos | The Last Ship     | -                    | 22 de junio de 2014                                                                                      | -                     |
| Francia        | The Last Ship     | -                    | 24 de noviembre de 2014                                                                                  | -                     |
| Japón          | -                 | -                    | 12 de octubre de 2015                                                                                    | -                     |
| México         | The Last Ship     | TNT Series (sábados) | 2014 (1.ª temporada) 2015 (2.ª temporada) 17 de septiembre de 2016 (3.ª temporada)                       | -                     |
| Países Bajos   | -                 | -                    | 9 de noviembre de 2014                                                                                   | -                     |
| Polonia        | Ostatni okret     | -                    | - | -                     |
| Rusia          | Последний корабль | -                    | - | -                     |